# Nakazawa Koto
Nakazawa Koto (中沢琴, 1839 - 12 de octubre de 1927) fue una espadachina japonesa y Onna-musha del período Bakumatsu. Se unió a las fuerzas Rōshigumi y más tarde a las Shinchogumi, y trabajó como agente pro-Tokugawa en la Guerra Boshin.

## Vida
Nakazawa Koto nació en la provincia de Kōzuke. Ella era muy hábil en las artes marciales desde la infancia, especialmente en Kenjutsu. En 1863, fue a Kioto vestida de hombre, siguiendo a su hermano Sadamasa, que era miembro del grupo Roshigumi en Kioto. Midiendo 1,70 m, era muy alta para una mujer japonesa en esa época, por lo que la confundieron con un hombre cuando se presentó ante los oficiales del Shogunato en Kioto. Participó en el grupo de defensores de Kioto liderado por Kyokawa Hachirō.
Aunque el Rōshigumi fue financiado por el Tokugawa Bakufu, el líder Kyokawa Hachirō y otros tenían fuertes lealtades al emperador y planearon reunir a otros rōnin en Kioto para combatir a los insurgentes en la ciudad. El 26 de marzo de 1863, Kiyokawa lideró a los Rōshigumi fuera de Edo como vanguardia de la procesión del Shogun Iemochi hacia Kioto, donde llegaron el 10 de abril de 1863.
Cuando el plan de Kyokawa fue revelado en Kioto, inmediatamente ordenó a los Rōshigumi que regresaran a Edo. El grupo se disolvió y los miembros regresaron a Edo. Nakazawa Koto y otros oficiales fueron a Edo (Tokio) y más tarde se convirtieron en los miembros fundadores del Shinchōgumi.

## Guerra Boshin
Nakazawa Koto y su hermano se unieron a las fuerzas del shogunato de Edo, el Shinchogumi. Durante la crisis entre el imperio y el Shogunato Tokugawa, Koto se alió con los Tokugawa en la Guerra Boshin. Una de las causas de la guerra fue la declaración del emperador Meiji de que decretaría la abolición del shogunato, de 200 años de antigüedad, e impondría el mando directo de la corte imperial. La acción militar de las fuerzas imperiales y los actos de violencia de los partidarios de Meiji en Edo llevaron al Shogun Tokugawa Yoshinobu a atacar e intentar obtener el control de la corte en Kioto.
Los registros históricos indican que, durante la Guerra Boshin, Nakazawa Koto defendió al shogunato contra el ataque de los clanes Satsuma y Ogi (la Alianza Satchō) en Edo en 1868. Después de esos ataques, ella y su hermano participaron en la Batalla de Hokuetsu. Durante esta batalla, Nakazawa Koto, rodeada por una docena de samuráis enemigos, rompió el cerco defendiéndose con su katana y luego presionando a sus atacantes.

## Legado
Mientras Nakazawa Koto trabajaba como miembro de Shinchogumi, siempre se vestía como hombre, incluso después de que los oficiales conocieran su verdadera identidad. Además de ser una gran espadachina, se dice que tenía una belleza excepcional que dejó huella en muchas personas. Una historia sobre ella dice: «Cuando Koto se viste de hombre, muchas mujeres se enamoran de ella. Cuando Koto se viste de mujer, muchos hombres se enamoran de ella».
Koto estaba orgullosa como espadachina y decidió que sólo se casaría con un hombre más fuerte que ella. Sin embargo, aparentemente ningún hombre vivo fue capaz de vencerla en un duelo, por lo que permaneció soltera toda su vida. Murió el 12 de octubre de 1927. Su tumba se encuentra en el distrito de Tone, Gunma, donde nació. Mucha gente visita su tumba hasta el día de hoy.